# Rivière Angers
Pour les articles homonymes, voir Angers (homonymie).
La rivière Angers coule entièrement dans le canton d'Angers, dans le territoire non organisé de Rivière-Bonaventure, dans Bonaventure (municipalité régionale de comté), dans la région administrative de la Gaspésie-Îles-de-la-Madeleine, au Québec, au Canada.
La rivière Angers coule vers le Nord-Est, puis vers l'Est en zone forestière dans une plaine étroite bornée par de montagnes. Sa partie inférieure coule en parallèle à la rive Nord de La Baie-des-Chaleurs. La rivière Angers se déverse sur la rive Ouest de la Rivière Cascapédia. Cette dernière coule vers le Sud jusqu'à la rive Nord de La Baie-des-Chaleurs laquelle s'ouvre vers l'Est sur le Golfe du Saint-Laurent.

## Géographie
Les bassins versants voisins de la rivière Angers sont :
- côté Nord : ruisseau Argument ;
- côté Est : rivière Cascapédia ;
- côté Sud : rivière Stewart ;
- côté Ouest : ruisseau McCarthy, ruisseau Mann.

La rivière Angers prend sa source à 499 m d'altitude en zone montagneuse et forestière. Cette source est située à :
- 0,5 km à l'Ouest de la limite du territoire non organisé de Rivière-Nouvelle ;
- 3,6 km au Nord de la limite de la ville de Carleton-sur-Mer (MRC d'Avignon) ;
- 3,5 km au Nord de la limite de la rive Nord de La Baie-des-Chaleurs.

À partir de sa source, la rivière Angers coule sur 35,3 km, selon les segments suivants :
- 15,3 km vers le Nord-Est en serpentant en montagnes, jusqu'à la confluence de la rivière Angers Sud (venant du Sud) ;
- 1,7 km vers le Nord, jusqu'à la confluence du ruisseau Argument (venant de l'Ouest) ;
- 1,9 km vers le Nord-Est, jusqu'à la confluence du "ruisseau Petit Nord" (venant du Nord-Ouest) ;
- 5,4 km vers l'Est, jusqu'à la confluence du "ruisseau Grand Nord" ;
- 0,5 km vers le Sud-Est, jusqu'à la confluence du "ruisseau du Contentieux" (venant du Sud) ;
- 5,4 km vers l'Est, jusqu'à la confluence du "ruisseau Grand Nord" ;
- 5,1 km vers l'Est, jusqu'à la confluence de la rivière[2].

La rivière Angers se déverse sur la rive Ouest de la Rivière Cascapédia à la limite des cantons d'Angers et de Maria. Cette confluence est située à :
- 7,7 km au Nord-Ouest du centre du village de Saint-Jules-de-Cascapédia ;
- 7,2 km en amont de l'île du Cheval, située sur la rivière Cascapédia ;
- 12,1 km au Nord-Ouest du pont de la route 132 situé près de la confluence de la Rivière Cascapédia.

## Toponymie
Le toponyme « Rivière Angers » a été officialisé le 5 décembre 1968 à la Commission de toponymie du Québec.